# Maison de Laza Stojanović à Kušiljevo
La maison de Laza Stojanović à Kušiljevo (en serbe cyrillique : Кућа народног хероја Лазе Стојановића у Кушиљеву ; en serbe latin : Kuća narodnog heroja Laze Stojanovića u Kušiljevu) se trouve à Kušiljevo, dans la municipalité de Svilajnac et dans le district de Pomoravlje, en Serbie. Elle est inscrite sur la liste des monuments culturels protégés de la république de Serbie (identifiant no SK 811).

## Présentation
La maison du héros national Laza Stojanović figure parmi les constructions de type traditionnel de la région de Pomoravlje auquel se mêle une influence de l'architecture urbaine de cette époque, particulièrement visible dans les boiseries extérieures. Le bâtiment est édifié sur de minces fondations en pierres et est constitué de colombages avec un remplissage de végétaux tressés et de boue. De plan rectangulaire, la maison se compose de quatre pièces ; le toit à quatre pans est recouvert de tuiles.
En 1956, une plaque commémorative a été apposée sur la façade sud de la maison en l'honneur de Laza Stojanović.